# Dear Santa (film)
Pour les articles homonymes, voir Dear Santa.
Pour plus de détails, voir Fiche technique et Distribution.
Dear Santa est un film de Noël américain réalisé par Bobby Farrelly et sorti en 2024.
Le film suit un jeune garçon nommé Liam Turner qui se trompe accidentellement et envoie sa liste de Noël à Satan au lieu de Santa Claus,.

## Synopsis
Liam Turner est un élève de sixième, dyslexique et gentil, mais le garçon à des problèmes avec ses parents qui sont en désaccord depuis la mort récente de son frère Spencer. Liam décide alors de leur faire croire que son nouvel ami Gibby est atteint d'un cancer (alors qu'il a un problème de sur-occlusion) pour éviter de le présenter. Pour espérer que les choses s'améliorent, Liam écrit sa liste de souhaits de Noël et l'envoie par la poste. Malheureusement, il écrit par erreur « Satan » au lieu de « Santa » (Père Noël en anglais). Satan reçoit la lettre et apparaît en pleine nuit dans la chambre de Liam. Bien que confus par l'apparence et les manières de son visiteur, Liam croit toujours qu'il est le véritable Père Noël. Satan décide de jouer le jeu et propose d'accorder trois souhaits à Liam. Pour son premier souhait, Liam demande qu'Emma lui accorde une chance. Le lendemain à l'école, Satan apparaît devant Liam et le pousse à aller voir Emma. Malgré sa maladresse, Liam réussit à obtenir un rendez-vous avec elle lors d'un concert de Post Malone, puis il reçoit des billets VIP grâce à Satan.
Liam raconte plus tard à sa mère et à Gibby sa rencontre avec « Santa », mais Gibby lui fait comprendre qu'il a fait une faute d'orthographe. Liam confronte Satan et essaie de tout stopper, mais Satan refuse et l'incite à faire ses deux autres souhaits pour qu'il puisse prendre son âme. Plus tard, lorsque Liam rentre à la maison, il trouve ses parents qui l'attendent avec un psychologue pour enfants, le Dr Finkleman, à cause de leur inquiétude sur les « fantasmes » de Liam. L'entretien est interrompu par Gibby et Satan, qui emmènent Liam au concert. Satan manipule l'esprit de Post Malone pour qu'il considère Liam comme son meilleur ami. Grâce à ce petit coup de pousse, Liam est appelé sur scène pour danser avec Emma et Malone, suivi d'un baiser sur la joue d'Emma devant la foule en délire. Gibby, qui se sent exclu, part juste après qu'une fille l'ait rejeté à cause de son appareil dentaire.
À la maison, lorsque Liam parle avec Gibby par téléphone du concert, il remarque la déception de son ami. Puis, Satan lui rend de nouveau visite, il décide d'utiliser son deuxième souhait pour arranger les dents de Gibby puis il l'invite à un rendez-vous commun avec Emma au carnaval de Noël. Cependant, les parents de Liam ont entendu sa conversation téléphonique et avec leurs soucis accrus depuis qu'ils l'ont entendu parler de Satan, ils empêchent Liam d'aller à son rendez-vous et l'amènent à la clinique du Dr Finkleman. Dans sa chambre d'hôpital, Satan essaie de convaincre Liam de faire son troisième et dernier souhait en lui montrant des images de Gibby et Emma profitant du carnaval sans lui. Pendant ce temps, les parents de Liam réalise que leurs fils n'est pas fou quant une infirmière leur montre des images de Liam aux concert de Post Malone. De retour à la maison, Liam s'enferme avec colère dans sa chambre et ses parents reprennent de nouveaux leurs disputent. En les entendant, Liam commence à croire que ses parents vont divorcer. Il décide d'aller voir Satan dans sa chambre d'hôtel pour utiliser son troisième souhait. Là, il lui demande de sauver le couple de ses parents en les gardant amoureux pour toujours. Satan accepte, mais déclare qu'il ne prendra pas l'âme de Liam tant qu'il ne sera pas mort naturellement et l'encourage à profiter de la vie selon sa philosophie. Le lendemain, Liam commence à parler à ses bourreaux de tous les jours mais Emma décide de le quitter pour ça.
En enfer, Satan se révèle être un demi-démon, jugé par son maître pour avoir usurper son identité et pour ne pas avoir réussi sa mission. En réalité, Liam devait faire des souhaits égoïstes mais les deux derniers souhaits sont désintéressés. Par conséquent, le maître de Satan décide de le bannir des enfers. Satan rend visite à Liam et lui avoue la vérité. Avant de partir, Satan lui confie également qu'il l'apprécie et lui explique que son troisième souhait n'a pas été réalisé car ses parents se sont réconciliés avant qu'il ne fasse le vœux. Alors, il a pris le contenu de la lettre originale de Liam pour réaliser son troisième et dernier souhait. Le matin de Noël, Liam retrouve son frère Spencer avec sa famille puis, il reçoit un appel de Gibby, qui a convaincu Emma de lui donner une autre chance en lui racontant la mort de Spencer, ce qui devient problématique pour Liam étant donner le changement de situation…

## Fiche technique
Sauf indication contraire, les informations mentionnées dans cette section peuvent être confirmées par la base de données cinématographiques IMDb,  présente dans la section « Liens externes ».
- Titre original : Dear Santa
- Réalisation : Bobby Farrelly
- Scénario : Ricky Blitt et Peter Farrelly, d'après une histoire de Ricky Blitt, Peter Farrelly et Dan Ewen
- Musique : Rupert Gregson-Williams
- Direction artistique : Paul D. Kelly
- Décors : Tim Galvin
- Costumes : Bao Tranchi
- Photographie : C. Kim Miles
- Montage : Julie Garcés
- Production : Bobby Farrelly, Peter Farrelly, Jeremy Kramer

Producteurs délégués : Kevin Barnett, Pete Jones et Gretel Twombly
- Sociétés de production : Paramount Pictures et Conundrum Entertainment
- Société de distribution : Paramount+ (États-Unis)
- Budget : N/A
- Pays de production :  États-Unis
- Langue originale : anglais
- Format : couleur - 2.35:1 - DCP
- Genre : comédie, fantastique, film de Noël
- Durée : 103 minutes
- Dates de sortie[3] :
  - États-Unis : 25 novembre 2024 (sur Paramount+)
  - France  : 18 décembre 2024 (sur Paramount+)
- Classification[4] :
  - États-Unis : PG-13

## Distribution
- Jack Black (VF : Frédéric Souterelle) : Satan Claus
- Robert Timothy Smith (VF : Cindy Lemineur) : Liam Turner
- Jaden Carson Baker (VF : Cécile Gatto) : Gibby
- Brianne Howey (VF : Ludivine Maffren) : Molly Turner
- Hayes MacArthur (en) (VF : Damien Ferrette) : Bill Turner
- P. J. Byrne (VF : Laurent Morteau) : M. Charles
- Keegan-Michael Key (VF : Serge Faliu) : Dr Finkleman
- Kai Cech (VF : Laurie Sanial) : Emma
- Gavin Munn : Aidan
- Post Malone (VF : Eilias Changuel) : lui-même
- Kyle Gass : le professeur de sciences de Liam
- Ben Stiller : Lucifer (non crédité)

 Source et légende : version française (VF) sur RS Doublage et d'après le carton du doublage français.

## Production

### Genèse et développement
En avril 2023, il est annoncé que Bobby Farrelly va produire et réaliser un film, avec son frère Peter également à la production pour Paramount Pictures. Les frères Farrelly ont développé le scénario avec Ricky Blitt d'après une idée originale de Dan Ewen,.

### Attribution des rôles
En mars 2023, Jack Black est annoncé dans le rôle principal. Post Malone est également annoncé.

### Tournage
Le tournage débute en mars 2023 et se déroule en Géorgie, notamment à Atlanta et Decatur,. En juillet 2023, la production est stoppée en raison de la grève du syndicat SAG-AFTRA,.

## Sortie et accueil
Dear Santa a été diffusé sur Paramount+ dès le 25 novembre 2024 aux États-Unis.